# Горшков, Николай Васильевич (1906—1976)
Никола́й Васи́льевич Горшко́в (2 января 1906, с. Шилово, совр. Алтайский край — 9 августа 1976, Новосибирск) — советский деятель народного образования, работник в области радиовещания, председатель Новосибирского радиокомитета (1946—1949).

## Биография
Родился 2 января 1906 года в селе Шилово на территории современного Калманского района Алтайского края. Из большой крестьянской семьи. С 19 лет принимал активное участие в комсомольской деятельности.
В августе 1926 года командирован Чистюньским райкомом партии в Барнаульскую совпартшколу для прохождения годовых курсов. Окончив учёбу, занял пост секретаря Ребрихинского райкома комсомола. В 1928 году принят в ВКП(б). С этого же года проходил службу в РККА. С возвращением из армии стал студентом Томского мукомольно-элеваторного техникума; уже через год занятий в этом учреждении был направлен Томским горкомом ВКП(б) на обучение в ТГУ, где учился
на геолого-почвенно-географическом факультете (1931—1937).
После полного теоретического курса по специальности «экономическая география» он в мае 1936 года был утверждён старшим экономистом Казымо-Надымской экспедиции, а, получив диплом, занял место директора рабфака ТГУ, год спустя — заведующего Томским городским отделом народного образования.
В апреле 1941 года по решению бюро Новосибирского обкома ВКП(б) направлен в Белово, где приступил к работе заведующим отделом агитации и пропаганды горкома партии.
Во время Великой Отечественной войны служил в составе действующей армии. Начал войну как слушатель курсов по усовершенствованию политсостава при Военно-политическом училище (Новосибирск) и завершил её в должности начальника штаба 1189-го стрелкового полка 358-й дивизии. Принимал участие в боевых действиях на территории Восточной Пруссии и во время взятия Выборга, в сражениях с японскими войсками и т. д. Оставался военнослужащим вплоть до октября 1946 года.

### Работа на радио
С ноября 1946 года работал председателем Новосибирского областного радиокомитета. В этот послевоенный период радио нуждалось в адаптации к условиям мирного времени и решении многочисленных материальных и кадровых задач.
Под управлением Горшкова значительно возросло влияние местного вещания по части информирования населения, культурного развития, воспитания; повысилось число информационных передач, произошло постепенное восстановление всех видов художественного вещания с дальнейшим их развитием; восстановился также и объём деятельности творческих команд Новосибирского радио.
При нём увеличилась доля литературных и музыкальных программ, радиоспектаклей и ряда других форм литературно-драматического характера.
Он прилагал много усилий для реформирования районного вещания, его последующего развития и продвижения в удалённые места области.
С 1949 года трудился под управлением Всесоюзного радиокомитета.
Похоронен на Заельцовском кладбище (квартал 41).

## Награды
За боевые заслуги получил три медали и три ордена, а также шесть благодарностей И. В. Сталина.